# Michele Lee
Pour les articles homonymes, voir Lee.
Michele Lee, née le 24 juin 1942 à Los Angeles en Californie, est une actrice, chanteuse et productrice américaine.

## Biographie
Elle est connue pour avoir interprété le rôle de Karen McKenzie dans Côte Ouest. Elle a aussi été la deuxième épouse de l'acteur James Farentino.

## Filmographie

### Cinéma
- 1967 : Comment réussir dans les affaires sans vraiment essayer (How to Succeed in Business Without Really Trying) de David Swift : Rosemary
- 1968 : Un amour de Coccinelle (The Love Bug) : Carole Bennett
- 1969 : The Comic : Mary Gibson
- 1979 : Nutcracker Fantasy de Takeo Nakamura : Narratrice (voix)
- 2004 : Polly et moi : Vivian Feffer

### Télévision
- 1969 : Roberta (Téléfilm) : Stephanie
- 1970 et 1972 : Marcus Welby (Marcus Welby M.D.) (série télévisée) : Rowena Dancy
- 1971 : Night Gallery (série télévisée) : Joanna Lowell
- 1972 : Alias Smith and Jones (série télévisée) : Georgette Sinclair
- 1972 : The Singles (Téléfilm)
- 1974 : The Michelle Lee Show (Téléfilm) : Michele Burton
- 1974 : Only with Married Men (Téléfilm) : Jill Garrett
- 1976 : Victoire sur la nuit (Dark Victory) (Téléfilm) : Dolorès Marsh
- 1976 et 1979 : L'Île fantastique (Fantasy Island) (série télévisée) : Carol DeAngelo
- 1978 : Bud and Lou (Téléfilm) : Anne Costello
- 1978–1979 : La croisière s'amuse (The Love Boat) (série télévisée) : Dorothy Meacham
- 1979–1993 : Côte Ouest (Knots Landing) (série télévisée) : Karen Fairgate McKenzie
- 1985 : A Letter to Three Wives (Téléfilm) : Rita Philips
- 1989 : Single Women Married Men (Téléfilm) : Susan Parmel
- 1990 : Meurtre en Vidéo (The Fatal Image) (Téléfilm) : Barbara Brennan
- 1991 : Mon fils, ma haine (My Son Johnny) (téléfilm) : Mary Annie
- 1992 : When No One would Listen (Téléfilm) : Jessica Cochran
- 1994–1995 : Something Wilder (série télévisée) : L'ex femme de Gene
- 1995 : Big Dreams & Broken Hearts: The Dottie West Story (Téléfilm) : Dottie West
- 1996 : Color Me Perfect (Téléfilm) : Dina Blake
- 1997 : Côte Ouest: Retour au cul-de-sac (Knots Landing: Back in the Cul-de-sac) (Téléfilm) : Karen McKenzie
- 1998 : Scandalous Me: The Jacqueline Susann Story (Téléfilm) : Jacqueline Susann
- 1999 : A Murder on Shadow Mountain (Téléfilm) : Barbara Traynor
- 2003 : Miss Match (série télévisée) : Sandy
- 2004 : Married to the Kellys (série télévisée) : Maggie Wagner
- 2005 : Will et Grace (série télévisée) : Lucille